# Ian McGeechan
Sir Ian Robert McGeechan OBE (Leeds, 30 d'octubre de 1946) fou un jugador i entrenador de rugbi escocès. El seu sobrenom és "Geech".

## Biografia
McGeechan va néixer a Leeds, on el seu pare, de Glasgow, estava destinat com a membre dels Argyll and Sutherland Highlanders. Va estudiar a la West Park County Secondary School, i posteriorment va intentar convertir-se en professor d'educació física al Carnegie Physical Training College (actualment part de la Universitat Metropolitana de Leeds). Tot i que la seva família, principalment, jugava a futbol, ell va començar a jugar a rugbi a l'escola.
Així, McGeechan va jugar al club anglès Leeds Carnegie, fet que li permeté ser convocat per la selecció escocesa. El seu debut amb el combinat nacional es produí el 1972. En total, McGeechan va disputar 32 partits amb Escòcia, jugant en les posicions de mig d'obertura i de centre, i va capitanejar l'equip en 9 ocasions. També va jugar amb els British and Irish Lions el 1974 i el 1977. Paral·lelament a la seva carrera esportiva, McGeechan va exercir com a professor d'educació física.
El 1986 McGeechan es convertí en entrenador assistent de la selecció escocesa, quan el seleccionador era Derrick Grant, i el 1988 fou nomenat seleccionador ell mateix. El 1990 el seu equip va guanyar el Grand Slam en el Cinc Nacions, quan era assistent del seu company Jim Telfer.
McGeechan també va entrenar els British and Irish Lions el 1989, el 1993, el 1997 i el 2009. El 2005 també va participar amb els Lions convidat per Clive Woodward.
El 1994 fou nomenat Director de Rugbi del Northampton o, el 1999, va substituir a Jim Telfer com a seleccionador escocès. El 2005 passaria a entrenar als London Wasps després d'una mala etapa amb Escòcia. En la seva primera temporada, la 2005-06, va aconseguir guanyar la copa anglo-belga, derrotant els Llanelli Scarlets en la final disputada a Twickenham. En la seva segona temporada els London Wasps van guanyar la Heineken Cup i, en la seva tecera temporada, els Wasps van guanyar la Premiership
El febrer de 2010 McGeechan va fitxar pel Gloucester com a conseller de l'entrenador, Bryan Redpath, i del seu equip tècnic, però aquell mateix juny va marxar a l'equip rival, el Bath Rugby, per agafar el càrrec de director de rendiment. El 2011 McGeechan va ser nomenat entrenador del Bath.
El juliol de 2012 McGeechan va ser nomenat director executiu del Leeds Carnegie.

## Honors
McGeechan fou nomenat cavaller l'any 2010 pels seus serveis al rugbi, a més de ser nomenat OBE el 1990.